# 3781 Dufek
3781 Dufek è un asteroide della fascia principale del diametro medio di circa 21 km. Scoperto nel 1986, presenta un'orbita caratterizzata da un semiasse maggiore pari a 2,8447836 UA e da un'eccentricità di 0,0743922, inclinata di 2,04223° rispetto all'eclittica.
L'asteroide è dedicato a George Dufek, assistente di Richard Evelyn Byrd e capo della spedizione statunitense in Antartide.